# Aplasta trifasciata
Aplasta trifasciata là một loài bướm đêm trong họ Geometridae.